# Anorektalna atrezija
Anorektalna atrezija je urođena anomalija koja vitalno ugrožava novorođenče, i ulazi u područje urgentnih stanja jer zahteva hitan operativni tretman — najpre, izvođenjem kolostome a, potom, i rekonstrukciju anusa i rektuma.

## Anatomija
Rektum
Rektum ili pravo crevo (lat. rectum intestinum) je šuplja mišićna cevasta struktura dugačka oko 12 sm. koja se sastoji od kontinuiranog sloja longitudinalnog mišića koji se prepliće sa cirkularnim mišićnim slojem iznad koga se nalazi, koji služi kao privremeno skladište svarene hrane (fecesa). Kako se rektalni zidovi šire punjenjem, aktiviraju se receptori koji se nalaze u njegovom zidu, i signaliziraju mozgu preko aferentnih puteva da je stolica stigla u tu anatomsku strukturu, stvarajući tako osećaj potrebe za defekacijom (proces otvaranja spoljašnjeg i unutrašnjeg sfinktera anusa), praćen peristaltičkim pokretima debelog creva i rektuma, kako bi se iz njihovog lumena oslobodio feces (stolica). U slučaju prolongiranog defekcije, sadržaj se delimično vraća u debelo crevo u kojem se voda apsorbuje, nakon čega se feces zgušnjava i postaje tvrđi što može dovesti do zatvora (opstipacije). Normalni rektum može da uskladišti 650—1.200 ml crevnog sadržaja. 
Anus
Anus (lat. ānus: „prsten“) u anatomiji je poslednji deo probavnog trakta, ili konačni otvor rektuma, koji se zove čmar.

## Epidemiologija
Ova anomalija se javlja kod 1 : 5.000 živorođene dece. Kao i sve ostale urođene malformacije ima mogućnost ili rizik da bude udružena sa drugim anomalijama, pogotovo onih sa poremećajima kičmene moždine.

## Etiopatogeneza
Anorektalna atrezija nastaje kao jedna od abnormalnosti u razvojem fetusa i meže se pojaviti u nekoliko oblika, kao:
- Anomalija rektuma koji se može završiti u vrećici koja nije povezana sa debelim crevom.
- Anomalija rektuma koja može imati otvor u drugim strukturama (uretri, mokraćnoj bešici, bazi penisa ili skrotuma kod dečaka ili u vagini kod devojčica).
- Suženje (stenoze) anusa ili stenoza rektuma bez anusa.[5]

Mnogi oblici anorektalne atrezije javljaju se i udruženo, sa drugim razvojni, poremećajima.

## Klinička slika
Glavni simptomi i znaci bolesti su:
- Analni otvor se otvara u blizini otvora vagine kod devojčica
- Prva stolica se ne javlja u roku od 24 do 48 sati nakon rođenja
- Otečeno područje stomaka
- Nedostaje anus ili se anus nalazi na drugom mestu, pa stolica izlazi iz vagine, baze penisa, skrotuma ili uretre.[7]

## Terapija
Primarno, kod ove anomalije drugog dana života izvodi se kolostoma. U vremenu od 3. do 12. meseca pristupa se rekonstrukciji anusa i rektuma.

## Prognoza
Većina defekata u anorektalnoj atreziji se može uspešno korigovati, zahvaljujući operaciji, koja kod većine dece sa blagim nedostacima daje vrlo dobre rezultate.  
Deca koja imaju složenije operativne tretmane imaju kontrolu nad pokretima creva većim delom perioda pražnjenja. Međutim, takva deca često moraju da primene i program čišćenja creva. To podrazumeva ishranu bogatu velikom količinom dijetalnih vlakana, uzimaje omekšivače stolice, a ponekad i klistiranje.
Kod neke dece treba uraditi i više operacija, so konačne korekcije atreziji.

## Spoljašnje veze
- Medline Plus Medical Encyclopedia: Imperforate anus (језик: енглески)

|  | Molimo Vas, obratite pažnju na važno upozorenje u vezi sa temama iz oblasti medicine (zdravlja). |